# Trichoniscoides enoli
Trichoniscoides enoli es una especie de crustáceo isópodo de la familia Trichoniscidae.

## Descripción
Es una especie despigmentada, completamente blanca y sin aparato ocular. Su cuerpo presenta el tegumento liso, provisto de filas de sedas simples. Se caracteriza por presentar un endopodito del segundo par de pleópodos de gran longitud, terminado en una punta muy afilada. El macho alcanza los 2,8 mm de longitud, la hembra es desconocida hasta el presente.

## Distribución y hábitat
Esta especie solamente se conoce del parque nacional de Picos de Europa (Asturias). Se ha encontrado en las cercanías del refugio Vega de Enol en los lagos de Covadonga, a 1 050 m s. n. m. Se trata de una especie epigea que se refugia debajo de las piedras.